# Trajano Boccalini
Trajano Boccalini, né en 1556 à Loreto, dans l'actuelle province d'Ancône, dans les Marches et mort le 29 novembre 1613 à Venise, est un écrivain et un auteur satirique italien de la seconde moitié du XVIe et du début du XVIIe siècle.

## Biographie
Trajano Boccalini nait en 1556 à Lorette d’une famille romaine, et d’un père architecte de profession. 
Quoique né avec une grande vivacité d’esprit, il fait très tard ses études, et s’applique surtout à la philosophie et à l’histoire. 
Le savoir qu’il ne tarde pas à acquérir, l’emploi qu’il en fait, et sa conversation spirituelle et piquante, le font aimer et rechercher par ce qu’il y a  de plus distingué à la cour de Rome. 
Il est nommé gouverneur de plusieurs villes dans l’État de l’Église ; mais il ne sait pas s’y conduire avec prudence, et se fait beaucoup d’ennemis. De retour à Rome, il s’en fait bien plus encore, et de plus puissants, par la liberté de ses discours et de ses écrits. 
Commençant à craindre pour sa sûreté, il se rend, en 1612, à Venise, où il publie la première, et ensuite la seconde partie de ses Nouvelles du Parnasse. 
Cet ouvrage a un grand succès, dont l’auteur ne jouit pas longtemps. Il meurt le 16 novembre 1613.
On dit que sa mort fut violente. Des auteurs contemporains ont écrit qu’ayant trop peu ménagé la monarchie espagnole dans un autre ouvrage (Pietra del Paragone), un jour qu’il se trouvait seul chez lui, quatre hommes armés y entrèrent, et l’ayant étendu par force sur son lit, l’y assommèrent à coups de sacs remplis de sable. 
D’autres auteurs, dans l’âge suivant, ont répété le même fait. Giammaria Mazzuchelli le met en doute dans ses Scrittori d’Italia. 
Cet écrit de Boccalini, dit-il, ne fut imprimé que deux ans après sa mort ; et il le tenait extrêmement secret, comme on le voit par une de ses lettres, adressée à un intime ami, à qui il avait confié le manuscrit de cet ouvrage. 
Il n’était pas possible que ses ennemis en eussent connaissance. 
D’ailleurs le registre des morts de la paroisse dans laquelle il mourut porte, à la date ci-dessus, que le signor Trajan Boccalini, Romain, est mort à l’âge d’environ 57 ans, d’une colique accompagnée de fièvre. Apostolo Zeno donne la même raison dans ses Notes sur la Bibliothèque italienne de Fontanini, t. 2, et ajoute, pour nouvelle preuve, que, dans un discours prononcé publiquement à Venise, en 1520, pour la défense du Trissin, que Boccalini avait attaqué, on parle de l’auteur satirique, mort depuis plus de sept ans, avec beaucoup d’amertume, et que cependant on ne dit rien qui ait rapport à son prétendu assassinat, qu’on n’aurait cependant pu ignorer, et sur lequel on n’aurait eu aucun intérêt à se taire. 
Enfin, si Boccalini était mort de cette manière, on n’eût fait que renouveler, à son égard, un exemple qu’il cite dans ses Ragguagli di Parnaso, centurie 2, ragg. 3. 
Il y raconte qu’Euclide ayant divulgué un secret important, qui est que toutes les lignes des pensées et des actions des princes et des particuliers viennent nécessairement aboutir à ce centre commun, tirer adroitement l’argent de la bourse de son voisin pour le mettre dans la sienne, il fut attaqué par des gens qui le frappèrent à coups de sacs remplis de sable, et le laissèrent pour mort sur la place ; et il ajoute qu’on avait jugé que cet attentat avait été commandé par des personnes puissantes, parce que deux des assassins tenaient Euclide, tandis que deux autres le maltraitaient aussi cruellement. 
Il est plus vraisemblable qu’on lui ait appliqué ce qu’il avait raconté d’Euclide, que l’on ait été chercher dans son ouvrage une telle leçon de vengeance et de lâcheté.

## Œuvres

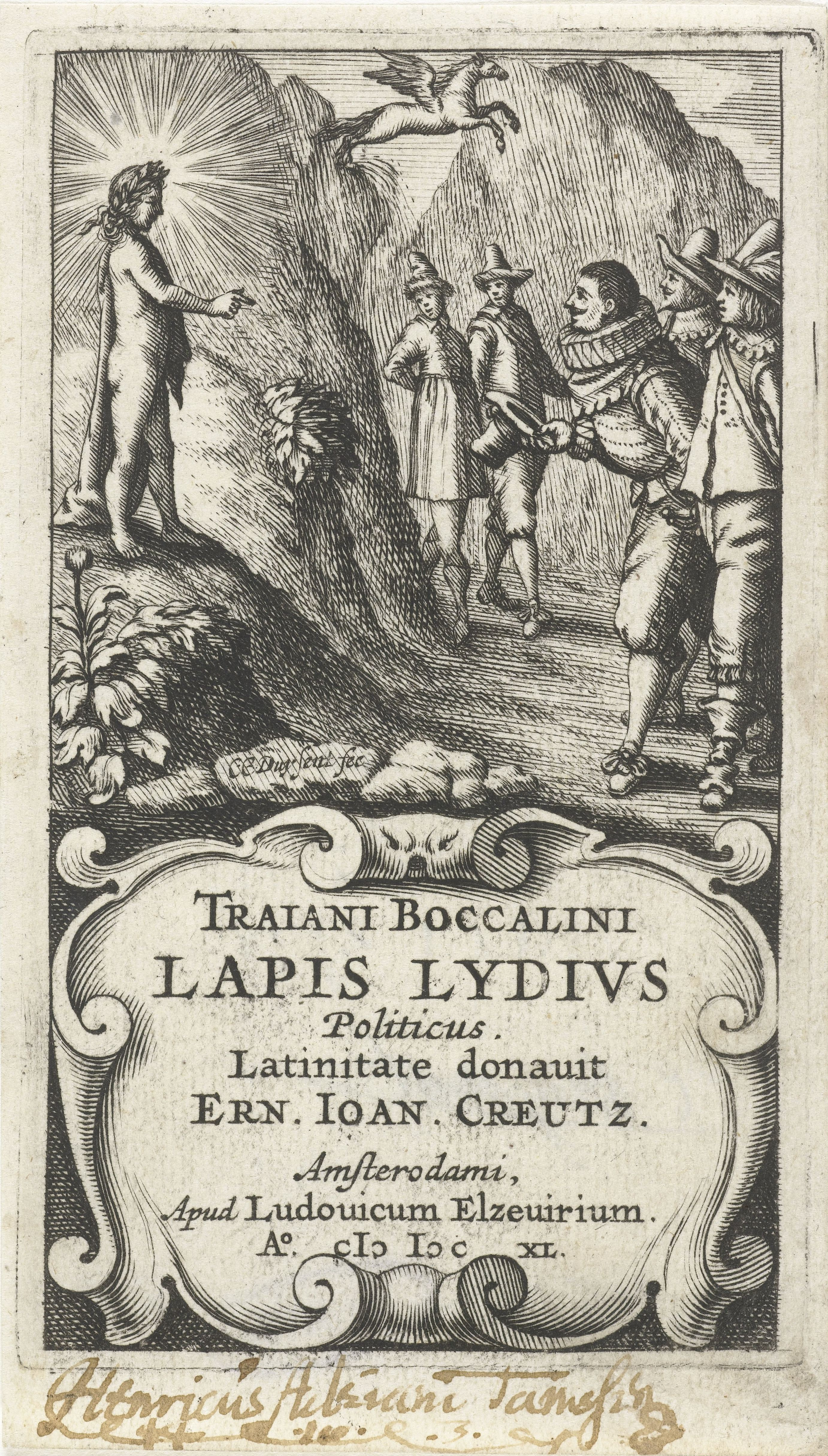
Trajano Boccalini, Lapis Lydius politicus, Amsterodami, apud Ludovicum Elzevirium, 1640.

- Ragguagli di Parnaso, centuria prima, Venise, 1612, in-4° ; Centuria seconda, Venise, 1613, in-4° ; les deux parties ensemble réimprimées ensuite plusieurs fois. La plus jolie édition est celle d’Amsterdam, Johannes Blaeu, 1669, 2 vol. in-12 ; mais ce n’est pas la plus correcte. Dans cet ouvrage, qui fit tant de bruit, l’auteur feint qu’Apollon s’est établi juge sur le Parnasse, et qu’il y reçoit les accusations et les plaintes des princes, des guerriers et des auteurs. Boccalini s’y exprime avec une excessive liberté sur toutes les questions et sur tous les personnages politiques et littéraires qui se présentent. C’est un de ces ouvrages dont le produit certain est beaucoup de succès et beaucoup de haines. Girolamo Briani, de Modène, ajouta, aux deux premières centuries, cinquante autres Ragguaglj, qui furent imprimés avec ceux de Boccalini, sous le titre de Parte terza, Venise, 1650, in-8°. La première centurie seulement a été traduite en français par Th. Fougasse, sous le titre de : les Cent premières Nouvelles et Avis du Parnasse, etc., Paris, 1615, in-8°. On a aussi en latin : Tr. Boccalini quinquaginta Relationes ex Parnasso de variis Europæ eventibus ; adjunta est ratio status Davidis Judæorum regis, Hambourg, 1683, in-8°[2].
- Pietra del Paragone politico, Cosmopoli (Amsterdam), 1615, in-4° ; Venise, même année, in-4° ; réimprimé plusieurs fois à Amsterdam, à Venise et ailleurs, in-4°, in-8°, in-12, in-24, et in-32. On estime l’édition d’Amsterdam, 1653, in-24. C’est une espèce de troisième partie, ou de continuation du premier ouvrage. Dans celui-ci, l’auteur parait avoir eu presque uniquement pour but d’écrire contre l’Espagne. La Pietra del Paragone a été traduite en latin par Ernest-Joachim Creutz, sous le titre de Lapis Lydius politicus, Amsterdam, 1640 et 1642, in-12 (cette traduction latine est peu estimée) ; en français, par Giry, sous le titre de : Pierre de touche politique, tirée du mont de Parnasse, Paris, 1626, in-8° ; en anglais, Londres, 1626, in-4° ; en allemand, Tubingen, 1616 et 1617, in-4°.
- Commentarj sopra Cornelio Tacito, Genève, 1669, in-4° ; Cosmopoli (Amsterdam), 1677, in-4° ; et ensuite dans le recueil publié sous ce titre : la Bilancia politica di tutte le opere di Trajano Boccalini, etc., avec des notes et des observations du chevalier Louis du May, Castellane, 1678, 3 vol. in-4°. Le 1er volume contient les commentaires sur les Annales de Tacite ; le second ceux sur le premier livre des Histoires et sur la Vie d’Agricola. Dans cette édition, qui est rare, l’annotateur du May est souvent encore plus libre que son auteur, surtout en matière de religion ; il se permet même quelquefois d’altérer le texte. Les deux premiers volumes ont été mis à l’Index. Ce livre, méprisé par les uns, trop loué peut-être par d’autres, a du moins le mérite de renfermer un grand nombre de faits peu connus ; et, si les observations n’en sont pas profondes, elles servent toujours à nous faire connaître ce que c’était que la politique de ce temps. Le 3e volume de cette  édition est rempli par des Lettres politiques et historiques du même auteur, recueillies par Grégoire Leti ; mais ces lettres, quoique annoncées pour être de Boccalini, et presque toutes signées de son nom, ne sont point de lui. On croit que Rodolfo Boccalini, son fils, et l’éditeur Leti, en furent les auteurs, et l’on accuse surtout le dernier de cette fraude littéraire, dont il était fort capable.
- La Segretaria d’Apollo, Amsterdam, 1653, in-24. C’est un recueil d’édits ou de lettres d’Apollon, adressés à des princes et à des auteurs, faisant suite aux Ragguaglj di Parnaso ; on l’attribue à Boccalini, et tout y parait en effet conforme à ses idées et à son style ; mais il y a de fortes raisons de croire qu’il ne fut écrit qu’après sa mort. On y trouve même, p. 199, une lettre d’Apollon à Aurelio Boccalini, fils de Trajano, pour l’exhorter à publier les ouvrages de son père, qui lui a laissé en mourant, avec sa fortune, l’exemple de ses vertus.

### Sources
- « Trajano Boccalini », dans Louis-Gabriel Michaud, Biographie universelle ancienne et moderne : histoire par ordre alphabétique de la vie publique et privée de tous les hommes avec la collaboration de plus de 300 savants et littérateurs français ou étrangers, 2e édition, 1843-1865 [détail de l’édition]

Cet article comprend des extraits du Dictionnaire Bouillet. Il est possible de supprimer cette indication, si le texte reflète le savoir actuel sur ce thème, si les sources sont citées, s'il satisfait aux exigences linguistiques actuelles et s'il ne contient pas de propos qui vont à l'encontre des règles de neutralité de Wikipédia.